# Asia Ortega i Leiva
Asia Ortega i Leiva (Barcelona, 18 o 19 de maig de 1995) és una ballarina i actriu de cinema i televisió catalana.

## Biografia
Va néixer a Barcelona el 18 o el 19 de maig de 1995. És filla de pare argentí, pallaso de professió, i de mare catalana i actriu. De petita ballava flamenc, cosa que va ser l'origen de la seva passió per a la interpretació. Va estudiar animació sociocultural i va treballar en un casal d'infants a El Raval (Barcelona).

### Carrera professional
El 2017 va fer el seu debut al cinema amb la pel·lícula Cuando los ángeles duermen, dirigida per Gonzalo Bendala i produïda per Áralan Films. El 2018 va interpretar Sara, filla del personatge José Coronado a la pel·lícula Tu hijo, dirigida per Miguel Ángel Vivas i produïda per Apache Films. L'abril 2019 es va estrenar a TV3 la sèrie Les de l'hoquei, on interpreta Flor Vilamayor. A més, va participar en la segona temporada de Más de 100 mentiras de la plataforma Flooxer d'Atresmedia. El 2020 s'uneix al repartiment del llargmetratge Malnazidos dirigit per Alberto de Toro i Javier Ruiz Caldera. També va aparèixer a la pel·lícula Hasta el cielo, dirigida per Daniel Calparsoro i protagonitzada per Miguel Herrán.
A més, es va anunciar que seria part de l'elenc principal de la sèrie El internado: Las Cumbres, adaptació de la reeixida sèrie d'Antena 3 El internado: Laguna Negra.

## Filmografia

### Cinema
| Any  | Títol                      | Personatge  | Direcció                              | Notes          |
| ---- | -------------------------- | ----------- | ------------------------------------- | -------------- |
| 2004 | Clown                      | Nena        | Stephen Lynch                         | Curtmetratge   |
| 2018 | Cuando los ángeles duermen | Gloria      | Gonzalo Bendala                       |                |
| 2018 | Tu hijo                    | Sara        | Miguel Ángel Vivas                    |                |
| 2020 | Hasta el cielo             | Sole        | Daniel Calparsoro                     |                |
| 2020 | Malnazidos                 | Núvia Poblo | Alberto de Toro i Javier Ruiz Caldera | Post-producció |

### Televisió
| Any       | Títol                     | Personatge                 | Emissora           | Anotacions                           |
| --------- | ------------------------- | -------------------------- | ------------------ | ------------------------------------ |
| 2017      | Centro médico             | Silvia                     | TVE                | Episòdic (1 episodi: «17/02/2017»)   |
| 2019      | Más de cien mentiras      | Carlota                    | Flooxer            | Principal (2a temporada, 5 episodis) |
| 2019–2020 | Les de l'hoquei           | Florencia "Flor" Vilamayor | TV3                | Principal (26 episodis)              |
| 2021      | El internado: Las cumbres | Amaia Torres               | Amazon Prime Video | Principal (8 episodis)               |